# 宮橋勝栄
宮橋 勝栄（みやはし しょうえい、1979年〈昭和54年〉11月5日 - ）は、日本の政治家。石川県小松市長（2期）。元小松市議会議員（2期）。

## 来歴
石川県小松市松岡町に生まれる。石川県立小松高等学校卒業。2002年（平成14年）3月、立教大学観光学部卒業。同年4月、物語コーポレーションに就職。直営する丸源ラーメン今伊勢店、岩槻店で店長を務めた後、愛知県豊橋市の本社総務部に勤務。
2008年（平成20年）、クスリのアオキに転職。
2011年（平成23年）4月24日に行われた小松市議会議員選挙に無所属で立候補し初当選した。2015年（平成27年）の市議選は自民党公認で立候補し再選。
2017年（平成29年）3月26日に行われた小松市長選挙に立候補するも、現職の和田愼司に敗れ落選。
※当日有権者数：88,264人 最終投票率：59.06%（前回比：＋4.64pts）
| 候補者名 | 年齢 | 所属党派 | 新旧別 | 得票数   | 得票率 | 推薦・支持 |
| -------- | ---- | -------- | ------ | -------- | ------ | ---------- |
| 和田愼司 | 65   | 無所属   | 現     | 27,735票 | 53.88% |            |
| 宮橋勝栄 | 37   | 無所属   | 新     | 22,678票 | 44.05% |            |
| 浜崎茂   | 49   | 無所属   | 新     | 1,065票  | 2.07%  |            |

2021年（令和3年）3月21日に行われた市長選挙に藤井義弘県議と市議会第2会派「自民党こまつ」の支援を受けて立候補。自民党・公明党・立憲民主党の推薦と福村章県議と市議会第1会派「会派自民」の支援を受けた現職の和田との一騎打ちを制し、初当選を果たした。4月13日、市長就任。
※当日有権者数：87,722人 最終投票率：60.34%（前回比：＋1.28pts）
| 候補者名 | 年齢 | 所属党派 | 新旧別 | 得票数   | 得票率 | 推薦・支持                         |
| -------- | ---- | -------- | ------ | -------- | ------ | ---------------------------------- |
| 宮橋勝栄 | 41   | 無所属   | 新     | 28,676票 | 54.72% |                                    |
| 和田愼司 | 69   | 無所属   | 現     | 23,731票 | 45.28% | （推薦）自民党・公明党・立憲民主党 |

2025年（令和7年）3月23日に行われた市長選挙では自民党・公明党・立憲民主党、国民民主党の推薦を受け、再選を果たした。
※当日有権者数：85,976人 最終投票率：36.55%（前回比：-24.09pts）
| 候補者名 | 年齢 | 所属党派 | 新旧別 | 得票数   | 得票率 | 推薦・支持                             |
| -------- | ---- | -------- | ------ | -------- | ------ | -------------------------------------- |
| 宮橋勝栄 | 45   | 無所属   | 現     | 29,256票 | 95.42% | （推薦）自民・公明・立憲民主・国民民主 |
| 浜崎茂   | 57   | 無所属   | 新     | 1,405票  | 4.58%  |                                        |

## 人物
- 龍馬プロジェクトに参加しており、首長会メンバーに名を連ねる[6]。